# ولین سوس امنک
ولین سوس امنک (به فرانسوی: Velaine-sous-Amance) یک کامین در فرانسه است که در Canton of Seichamps واقع شده‌است.

## خصوصیات
ولین سوس امنک ۶٫۴۸ کیلومترمربع مساحت و ۲۷۱ نفر جمعیت دارد و ۲۵۰ متر بالاتر از سطح دریا واقع شده‌است.